# Aljezur (freguesia)
A Freguesia de Aljezur é uma freguesia portuguesa do Município de Aljezur com 166,76 km² de área e 3455 habitantes (censo de 2021), tendo, por isso, uma densidade populacional de 20,7 hab./km², o que lhe permite ser classificada como uma Área de Baixa Densidade (portaria 1467-A/2001)..

## Demografia
Nota: Com lugares desta freguesia foi criada em 1993 a Freguesia de Rogil.
A população registada nos censos foi:

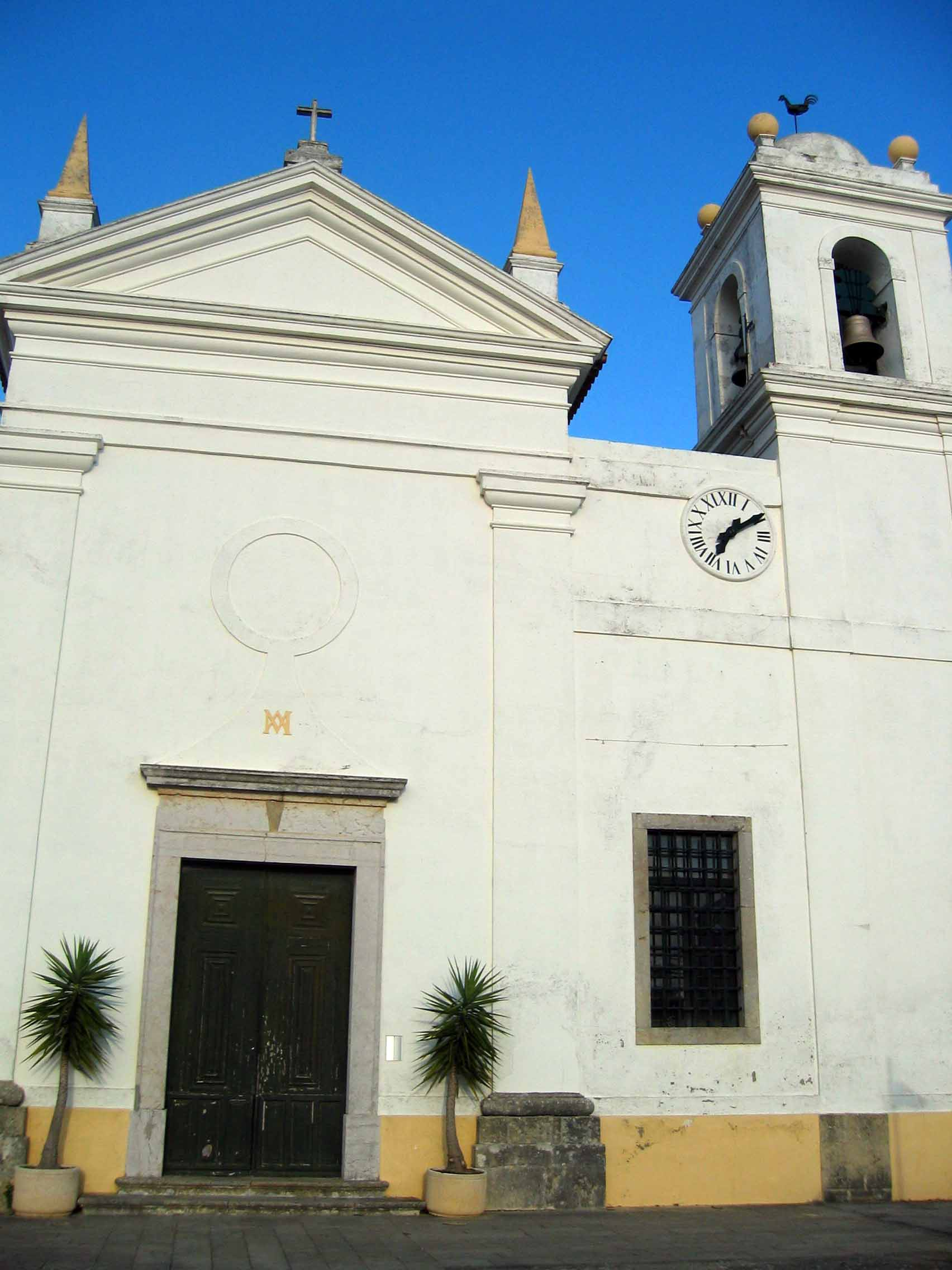
Igreja Matriz de Nossa Senhora da Alva ou Igreja Nova.

| Distribuição da População por Grupos Etários | Distribuição da População por Grupos Etários | Distribuição da População por Grupos Etários | Distribuição da População por Grupos Etários | Distribuição da População por Grupos Etários |
| -------------------------------------------- | -------------------------------------------- | -------------------------------------------- | -------------------------------------------- | -------------------------------------------- |
| Ano                                          | 0-14 Anos                                    | 15-24 Anos                                   | 25-64 Anos                                   | > 65 Anos                                    |
| 2001                                         | 352                                          | 261                                          | 1327                                         | 747                                          |
| 2011                                         | 407                                          | 276                                          | 1782                                         | 900                                          |
| 2021                                         | 450                                          | 283                                          | 1823                                         | 899                                          |

## Património
- Casa-Museu Pintor José Cercas
- Castelo de Aljezur
- Castelo de Arrifana
- Igreja da Misericórdia de Aljezur
- Igreja Matriz de Nossa Senhora da Alva ou Igreja Nova
- Museu de Arte Sacra Monsenhor Manuel Francisco Pardal
- Museu Municipal - Composto pelo de Núcleo de Arqueologia e Núcleo de Etnografia